# Лейквуд-Парк (Флорида)
Лейквуд-Парк (англ. Lakewood Park) — статистически обособленная местность, расположенная в округе Сент-Луси (штат Флорида, США) с населением в 10 458 человек по статистическим данным переписи 2000 года.

## География
По данным Бюро переписи населения США статистически обособленная местность Лейквуд-Парк имеет общую площадь в 17,87 квадратных километров, из которых 17,35 кв. километров занимает земля и 0,52 кв. километров — вода. Площадь водных ресурсов округа составляет 2,91 % от всей его площади.
Статистически обособленная местность Лейквуд-Парк расположена на высоте 6 м над уровнем моря.

## Демография
По данным переписи населения 2000 года в Лейквуд-Парк проживало 10 458 человек, 3166 семей, насчитывалось 4562 домашних хозяйств и 5124 жилых дома. Средняя плотность населения составляла около 585,23 человек на один квадратный километр. Расовый состав населённого пункта распределился следующим образом: 91,81 % белых, 5,28 % — чёрных или афроамериканцев, 0,36 % — коренных американцев, 0,62 % — азиатов, 0,06 % — выходцев с тихоокеанских островов, 1,20 % — представителей смешанных рас, 0,67 % — других народностей. Испаноговорящие составили 2,54 % от всех жителей статистически обособленной местности.
Из 4562 домашних хозяйств в 22,8 % воспитывали детей в возрасте до 18 лет, 58,2 % представляли собой совместно проживающие супружеские пары, в 7,7 % семей женщины проживали без мужей, 30,6 % не имели семей. 25,9 % от общего числа семей на момент переписи жили самостоятельно, при этом 15,7 % составили одинокие пожилые люди в возрасте 65 лет и старше. Средний размер домашнего хозяйства составил 2,29 человек, а средний размер семьи — 2,71 человек.
Население статистически обособленной местности по возрастному диапазону по данным переписи 2000 года распределилось следующим образом: 19,8 % — жители младше 18 лет, 5,5 % — между 18 и 24 годами, 23,6 % — от 25 до 44 лет, 21,6 % — от 45 до 64 лет и 29,6 % — в возрасте 65 лет и старше. Средний возраст жителей составил 46 лет. На каждые 100 женщин в Лейквуд-Парк приходилось 94,6 мужчин, при этом на каждые сто женщин 18 лет и старше приходилось 90,9 мужчин также старше 18 лет.
Средний доход на одно домашнее хозяйство статистически обособленной местности составил 35 805 долларов США, а средний доход на одну семью — 41 069 долларов. При этом мужчины имели средний доход в 30 271 доллар США в год против 22 872 доллара среднегодового дохода у женщин. Доход на душу населения статистически обособленной местности составил 35 805 долларов в год. 8,2 % от всего числа семей в населённом пункте и 9,5 % от всей численности населения находилось на момент переписи населения за чертой бедности, при этом 14,1 % из них были моложе 18 лет и 5,6 % — в возрасте 65 лет и старше.